# Багалей, Дмитрий Иванович
Дми́трий Ива́нович Багале́й (рус. дореф. Дмитрій Ивановичъ Багалѣй, укр. Дмитро Іванович Багалій; 26 октября [7 ноября] 1857; Киев, Российская империя — 9 февраля 1932; Харьков, Украинская ССР, СССР) — историк, краевед, общественный и политический деятель, организатор науки, профессор и ректор Императорского Харьковского университета (1887), академик Украинской академии наук. Составитель первого полного собрания сочинений Г. С. Сковороды.
В эпоху царской России служил чиновником, занимал разные посты, действительный статский советник. Почётный член Российской академии наук и девяти университетов Российской империи (1906), ректор Императорского Харьковского университета (1906—1910).
До революции 1917 года входил в партию кадетов. Член Государственного совета (1911—1914). Харьковский городской голова (1914—1917), после революции добровольно передал правление Харьковом эсеру В. А. Карелину, возглавившему Харьковскую городскую думу. В год правления П. П. Скоропадского в Киеве стал одним из первых почётных академиков Украинской академии наук.
При советской власти был привлечён в качестве историка к осуществлению политики украинизации, а также был одним из консультантов по установлению административных границ УССР. Впоследствии стал сотрудником Археографической комиссии центрального архивного управления УССР и писал о значении социально-экономических процессов в истории Слободского края с позиций марксизма. В 1931 году входил в сельскохозяйственную комиссию по предотвращению грядущего неурожая и голода в Харьковской области.

## Биография
Дмитрий Багалей родился в семье ремесленника (шорника). После учения в приходском училище и прогимназии, принят во 2-ю Киевскую гимназию и в 1876 году окончил курс в ней с золотой медалью. Затем учился в Университете св. Владимира в Киеве (некоторое время со второго семестра был вынужден учиться в Харьковском университете) и за сочинение на заданную тему был награждён золотой медалью. По окончании историко-филологического факультета (1880) был оставлен при университете стипендиатом для приготовления к профессорскому званию.

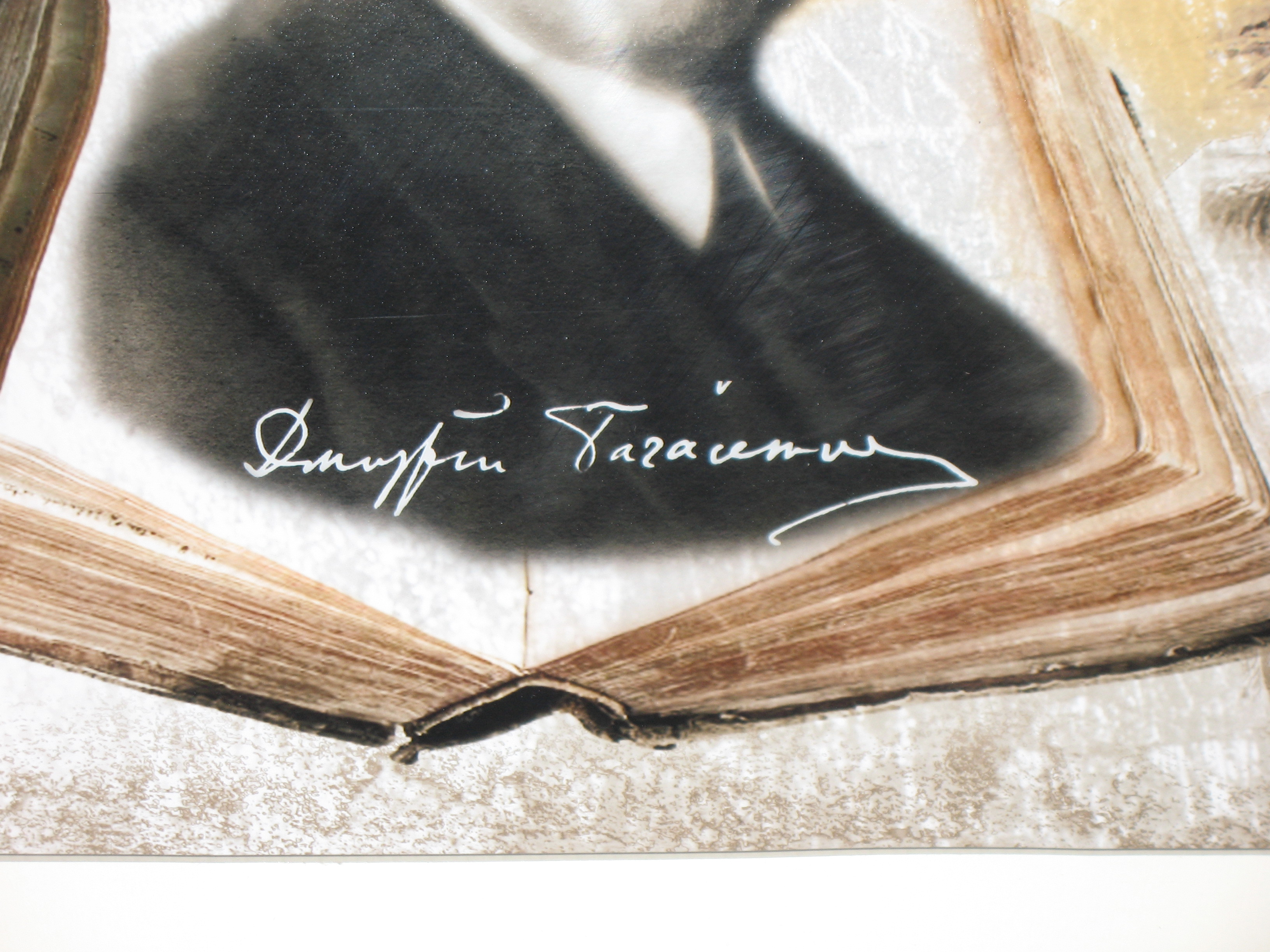
Автограф Д. И. Багалея

На степень магистра написал: «Историю Северской земли», переработав сочинение, удостоенное золотой медали. 11 марта 1883 года избран приват-доцентом Харьковского университета по кафедре русской истории, а в 1887 году удостоен степени доктора истории в Московском университете за диссертацию «Очерки из истории колонизации и быта степной окраины Московского государства». Это сочинение удостоено половинной суммой Уваровской премии. С 1902 года — действительный статский советник.
Автор ряда статей в «Энциклопедическом словаре Брокгауза и Ефрона». В одной из них дал определение Черниговщине и Полтавщине как «ядру бывшей Северской земли», которая с половины XVII до 2-й половины XVIII века «этнографически делается центром малорусской народности».
Багалей принимал живое участие в занятиях исторического общества летописца Нестора в Киеве и историко-филологического общества в Харькове. Был на съездах археологических в Одессе и Ярославле депутатом от Харьковского университета. По приглашению главного командира Черноморского и Азовского флотов читал морским офицерам лекции в Николаеве. С целью исследования исторических материалов посещал Чернигов и Полтаву, руководил описанием Харьковского исторического архива. Проводил раскопки и составил археологическую карту Харьковской губернии (1906). Один из первых исследователей памятника Верхний Салтов.
Революционные события февраля-марта 1917 года Дмитрий Иванович воспринял как возможность для развития украинской науки и культуры. Благодаря его деятельности и под давлением общественности, осенью 1917 года в Харькове были открыты несколько украинских гимназий, а при местном коммерческом институте открылись постоянно действующие курсы украинского языка для учителей.
С 1918 года — председатель историко-филологического отдела, член Президиума УАН. В 1920-х годах преподавал историю Украины в высшей школе, одновременно исследуя историю Слободской, Левобережной, Южной Украины XV—XVIII веков. Был действительным членом Археографической комиссии центрального архивного управления УССР, научным редактором журнала «Архівна справа».
Дмитрий Иванович Багалей умер от воспаления лёгких. В его честь названа улица в Шевченковском районе Львова. 
Дочь — Багалей-Татаринова, Ольга Дмитриевна, историк.

## Труды
Дмитрий Багалей — автор свыше 200 научных трудов, из которых самые известные:
- История Льва Диакона, как источник для Русской истории (Киев, 1878)
- Записки о Московии Иоанна Пернштейна и принца Даниила фон-Бухау (Киев, 1878)
- История Северской земли до половины XIV ст. (Киев, 1882)
- Генеральная опись Малороссии : Эпизод из деятельности первого правителя Малороссии, гр. П. А. Румянцева-Задунайского (Киев, 1883)
- Удельный период и его изучение (Киев, 1883)
- Займанщина в левобережной Украйне XVII и XVIII ст. (Киев, 1883)
- Мысли об устройстве исторического архива при Харьковском университете (СПб., 1884)
- Сочинения, материалы, статьи и заметки, относящиеся к истории Харьковской губернии (бывшей Слободской Украины), с 1880 по 1885 год (Харьков, 1886)
- Очерки из истории колонизации и быта степной окраины Московскаго государства (М., 1887)
- Краткий исторический очерк торговли (преимущественно ярмарочной) в Харьковском крае в XVII и XVIII вв. (Харьков, 1888)
- Извлечения преосвященного Филарета Харьковского из фамильных записок Квиток (Харьков, 1889)
- Заселение Харьковского края и общий ход его культурного развития до открытия университета (Харьков, 1889)
- Колонизация Новороссийского края и первые шаги его по пути культуры (Киев, 1889)
- Общий очерк древностей Харьковской губернии (Харьков, 1890)
- Материалы для истории колонизации и быта Харьковской и отчасти Курской и Воронежской губерний (Харьков, 1890)
- Харьковские университетские торжества в первые годы существования университета (Харьков, 1892)
- Заметки и материалы по истории Слободской Украйны (Харьков, 1893)
- Опыт истории Харьковскаго университета (по неизданным материалам): в 2-х томах

- Том 1 (1802—1815) (Харьков, 1893—1898)
- Том 2 (с 1815 по 1835 год) (Харьков, 1894)

- Археографические материалы, как источник археологии (М., 1891)
- Материалы для биографии южно-русских научно-литературных деятелей XIX века (Киев, 1893)
- Украинская старина (Харьков, 1896)
- История города Харькова за 250 лет его существования [с 1655 по 1905 год]: в 2-х томах (Харьков, 1905—1912) — в соавторстве  Д. П. Миллером.
- Материалы для истории г. Харькова в XVII веке (Харьков, 1905)
- Материалы к истории Харьковской литературы (Харьков, 1905)
- Археологическая карта Харьковской губернии с объяснительным текстом (М., 1906)
- Краткий очерк истории Харьковского университета за первые сто лет его существования (1805—1905) (Харьков, 1906) — в соавторстве с Н. Ф. Сумцовым и В. П. Бузескулом.
- Харьковский педагог и журналист начала XIX века Иван Филиппович Вернет (Харьков, 1906)
- Русская историография [Лекции] (Харьков, 1907)
- Русская история: в 2-х частях

- Часть 1: До половины XIII ст. (домонгольский период) (Харьков, 1909)
- Часть 2 (Харьков, 1911)

- Русская историография: в 2-х частях (Харьков, 1911)
- Очерки из русской истории: в 2-х томах

- Том 1: Статьи по истории просвещения (Харьков, 1911)
- Том 2: Монографии и статьи по истории Слободской украйны (Харьков, 1913)

- «Просвита»: Очерки по истории украинской культуры (Харьков, 1911)
- Экономическое положение русских университетов (СПб., 1914)
- Русская история: в 2-х томах (М., 1914)

- Том 1: Княжеская Русь (до Иоанна III)
- Том 2

- Історія Слобідської України (1918)
- Нарис української історіографії. Т. 1. Вип. 1—2 (1923—1925)
- Нарис історії України на соціально-економічному ґрунті (1928)